# Boris Georgiev
Boris Georgiev (in bulgaro Борис Георгиев?; 5 dicembre 1982) è un pugile bulgaro.
Ha vinto la medaglia di bronzo alle Olimpiadi di Atene nel 2004 nella categoria dei pesi welter.

## Carriera
Nel 2000 perde la finale agli europei nella categoria pesi piuma contro il turco Ramaz Paliani per 5-8. Nello stesso anno vince la medaglia d'argento ai campionati mondiali juniores a Budapest, Ungheria, perdendo la finale contro l'ungherese Gyula Káté 16-17.
Nel 2002 viene messo KO da Alexander Maletin nella finale dei pesi piuma durante i campionati europei. L'anno seguente, durante il campionato mondiale Georgiev viene messo KO dal leggendario cubano Mario Kindelan. Si qualifica per le Olimpiadi di Atene del 2004 ottenendo il secondo posto al 3º AIBA European 2004 Olympic Qualifying Tournament a Göteborg, Svezia.
Giochi olimpici 2004:
- Sconfigge Nasserredine Fillali (Algeria) RSC 2 (1:38)
- Sconfigge Rock Allen (United States) 30-10
- Sconfigge Nurzhan Karimzhanov (Kazakhstan) 20-18
- Perde contro Yudel Johnson Cedeno (Cuba) 9-13

Nel 2005 al campionato mondiale perde contro il cubano Inocente Fiss 19-28.
Nel 2006 vince il titolo europeo nella categoria pesi superleggeri 25-17 contro il russo Oleg Komisarov.

## Record pugilato professionistico
| 7 Vittorie (2 KO, 1 ai punti), 0 Sconfitte (0 KO, 0 ai punti), 0 Pareggi |

| Risultato | Punteggio | Avversario    | Tipologia | Round, durata | Data       | Luogo                   | Note      |
| Vittoria  | 3-0       | Tamao Dwyer   | TKO       | 4 (6), 1:47   | 23-07-2011 | Londra, Regno Unito     |           |
| Vittoria  | 2-0       | Billy Smith   | PTS       | 6 (6), 3:00   | 25-06-2011 | Craigavon, Regno Unito  |           |
| Vittoria  | 1-0       | Florian Benke | TKO       | 1 (4), 1:09   | 27-06-2009 | Portsmouth, Regno Unito | Pro debut |